# Dialetto rabbiese
Il dialetto rabbiese (rabiés) è un idioma parlato in Val di Rabbi in Trentino. Esso appartiene alle parlate retoromanze e nello specifico è inserito, assieme ai dialetti della Val di Non e della Val di Sole nel gruppo ladino anaunico. Anche il torrente che percorre la Val di Rabbi è chiamato dai suoi abitanti Rabiés (Rabbies in italiano).

## Storia
La Val di Rabbi fu colonizzata solo recentemente da abitanti della Valle di Sole. Pertanto il rabiés rappresenta una variante arcaica del solandro molto simile alla lingua friulana, dal quale differisce poco ed è perfettamente intercomprensibile.

## Caratteristiche fonetiche
È caratterizzato fonologicamente dalla semi-palatizzazione dei fonemi c e g davanti a vocale, con la conseguente formazione di chj- e j-. In particolare il suono "chj", con pronuncia molto aspirata, è considerato fattor comune di tutte le genti ladine antiche, (elevando il dialetto di Rabbi ad un dialetto antico e conservativo) è molto simile al Friulano anzi viene proprio soprannominato così (ladin-fûrlan) e foneticamente simile anche a qualche dialetto dell'Alta Lombardia prima del fonema ć persisteva l'uso del fonema chj, specialmente davanti alla vocale a (ancora oggi esso viene utilizzato anche nella parlata nell'alta Anaunia, come per esempio nel paese di Fondo).
Altra caratteristica fonetica peculiare della parlata rabbiese è la vocale usata come finale per il genere femminile. Generalmente trascritta con i grafemi ô o å, essa è senza dubbio un indice di quanto il dialetto di Rabbi, a differenza dei dialetti ad esso tassonomicamente più legati (come appunto le varianti nonese), abbia resistito molto bene al "naturale" processo di italianizzazione fonetica tuttora in atto. Questo suono è oggi pronunciato largamente come [a], ma presumibilmente ricorre come evoluzione del fonema ö o ë (che ancora si riscontra nella pronuncia di parlanti più anziani e soprattutto in parole come chjasa, dove il fonema subisce una tendenza ad anteriorizzarsi per analogia con l'italiano): nella parlata comune attuale, come detto, il fonema è chiuso e posteriorizzato, secondo peraltro le tendenze generali che si ritrovano negli altri dialetti simili. Il fatto che questo fonema sia ancora percepito come diverso da a e o italiane, evidenzia quanto il dialetto di Rabbi sia stato e sia ancora particolarmente conservativo rispetto al cambiamento subìto da quasi tutti gli altri dialetti solandri e non solo.
Si riscontra nel dialetto rabbiese un largo uso delle vocali "alterate" ü ed ö.
Nella parlata della val di Rabbi sono presenti i gruppi consonantici pl (plan-piano/a e planger-piangere), gl (glesiå-chiesa e la glać-ghiaccio), cl (seclå-secchio e reclå-orecchio), bl (blanch-bianco e sablon-sabbia), tratti caratteristici delle parlate ladine.

## Lessico
Anche dal punto di vista lessicale, il rabjés è considerato d'avanguardia, utilizzando parole che vengono usate ormai in pochi altri paesi delle valli vicine.

## Situazione legislativa
Nel censimento del 2021 più del 15,00% degli abitanti si è dichiarato appartenente al gruppo linguistico ladino.